# Chemin Neuf közösség
A Chemin Neuf (francia; jelentése Új Út) Közösség egy ökumenikus elhivatottságú katolikus karizmatikus közösség. A közösség tagjai férfiak és nők, házaspárok, és egyedülállók, világiak és papok.

## Tevékenysége
A Chemin Neuf Közösség Loyolai Szent Ignác lelkiségéből és a katolikus karizmatikus megújulás tapasztalatából egyaránt táplálkozik.
A közösség elsődleges küldetése a feltámadás örömhírének hirdetése. Továbbá fontosnak tartják a keresztények képzését, hogy azzal segítségükre legyenek az egyházi és társadalmi tevékenységeikben. Ennek konkrét formája a helyi egyházi életben való aktív részvétel, illetve a házaspárok, valamint a fiatalok körében végzett szolgálatok végzése, Loyolai Szent Ignác lelkigyakorlatai szerint zajló úgynevezett Szent Ignác-i lelkigyakorlatok szervezése és lebonyolítása. Ezért hoztak létre lelkigyakorlatos házakat, képzési központokat Franciaországban, Belgiumban, Olaszországban, Magyarországon, Lengyelországban, a Csehországban, valamint Kongóban, Elefántcsontparton és Martinique-on. Egész évben mindenféle korosztályból érkező csoportok követik egymást egy hétvégére, egy hétre, egy hónapos lelkigyakorlatra, bibliai előadásokra, hittani képzésre. A közösség Magyarországon Budapesten, Vácott, Neszmélyen és Bodrogolasziban van jelen. Több püspök is plébániát bízott a közösségre, melyeket egy vagy több papból, családokból, szerzetesekből álló kis közösség irányít.
A közösség saját munkájából és adományokból él. Tagjai férfiak és nők, házaspárok, és egyedülállók, világiak és papok is lehetnek. A közösség katolikus, ortodox, anglikán, református és evangélikus egyházhoz tartozó tagjai együtt élnek, imádkoznak és evangelizálnak anélkül, hogy lemondanának felekezeti hovatartozásukról és a saját egyházukkal való egységükről. Nemcsak egységben szeretnének maradni egyházaik vezetőivel (püspökökkel, lelkészekkel, pátriárkákkal), hanem beleegyezésüket, hozzájárulásukat is kérik misszióikra. Minden tag testvéri kiscsoportba, úgynevezett fraternitébe tartozik, melynek létszáma 12 fölé nem emelkedhet. Vagy egy fedél alatt, anyagiakban is teljes mértékben osztozva, tehát életközösségben, vagy egy társasházban, azonos kerületben, azonos városban, tehát kerületi közösségben élnek. A hét folyamán több alkalommal találkoznak közös imádságra, közös zsolozsmára, szentmisére, egy-egy közös étkezésre.
A 18–30 éves fiatalok számára több francia nagyváros egyetemi kollégiumot működtetnek, ahol minden évben folyamatosan bibliai, lelki, teológiai, filozófiai, ökumenikus, művészeti és liturgiai képzések folynak, a tanulmányokat előtérbe helyezve. A kollégiumokban a közösség tagjaival együtt élve tapasztalat szerezhető a közösségi életről is. Emellett Franciaországban, Angliában és Németországban nyelviskoláik vannak, ahol három hónapos francia, angol és német nyelvkurzusokat szerveznek a nyelvet tanulni és a közösségi életet megismerni vágyók számára. Magyarországon rendszeresen szerveznek a fiatalok részére találkozókat, hétvégéket, csendes lelkigyakorlatokat. Franciaországban minden nyáron részt vehetnek egy nemzetközi fesztiválon. A JET (Nemzetközi Önkéntes Program) egy fiatalok számára létrehozott nemzetközi önkéntes szolgálat, külföldi misszió, ami több mint 10 országban működik, többek között Brazíliában, Martinique-szigetén, Csehországban, Libanonban, Izraelben, és Kongóban. Azoknak szól, akik egy fejlesztési programban (írni-olvasni tanítás, építkezés, egészségügy stb.) szeretnének részt venni, szeretnék megosztani a hitüket, s ezzel hidat építeni kultúrák, országok és vallások között.
Házaspárok és családok részére 1980 óta rendszeresen szerveznek Kána-heteket több mint 40 országban, melyek leggyakrabban az egyházmegyék családpasztorációs programjaiba illeszkednek. Keretében a gyerekek korosztályuknak megfelelő táborokban töltik a hetet. Ezeknek az alkalmaknak, lelkigyakorlatoknak elsődleges célja a családtagok közötti kommunikáció javítása, illetve a mai világban egyre fogyó együtt töltött idő biztosítása. A Kána-hetekből született a Kána Testvériség a házaspárok és családok evangelizációjáért.
A Chemin Neuf Közösség szerzetes tagjai szerzetesi ígéretük mellett negyedik fogadalmat is tesznek az egység szolgálatára.
Budapesten és több vidéki városban a közösség által 2000-ben alapított Nemzetközi Ökumenikus Testvériség (Net for God) csoportok működnek. Ez a világot átölelő imahálózatot, rendszeres bibliai, teológiai képzéseket és evangelizációt foglal magában. 65 országban több mint tízezer tagja van, akik a keresztények egységéért és a világ békéjéért dolgoznak, misszióikban a kultúrák közötti párbeszéd elősegítésére törekszenek, képezik magukat az evangelizációs munkára. Csoportos imaösszejöveteleket (Net for God-esteket), valamint utcai evangelizációval egybekötött kiengesztelődési alkalmakat rendeznek. Imádkoznak és közbenjárnak az egész világra kiterjedő „láthatatlan kolostor”-ban. Ez Paul Couturier atya 1944-es víziójára épül.
A taggá válásnak több fokozata van. A közösséggel való ismerkedés általában valamelyik képzésükön, lelkigyakorlatukon való részvétellel kezdődik. Komolyabb érdeklődés esetén részt lehet venni egy missziós szolgálatban is. Aki elhivatottságot érez, az kérheti a jelöltséget, amit betlehemi időnek hívnak, ez általában egy év. A közösségbe való belépés kezdeti időszakát Názáretnek nevezik, ez két-három évig tart, utána lehet három évre fogadalmat tenni. Ez a fogadalom megújítható. Ötéves elköteleződés után lehetséges örökfogadalmat is tenni.

## Története
1973-ban alapította Laurent Fabre jezsuita atya Lyonban (Franciaországban). Renald bíboros lyoni érsek "bejegyezte" a közösséget, Decourtay bíboros 1984-ben a Krisztushívők Hivatalos Társulása rangjára emelte, kilenc évvel később pedig a francia miniszterelnök mint szerzetesi kongregációt ismerte el őket.
Mára a közösség teljesen nemzetközivé vált: több mint 1200 tagja van Európa, Afrika, Amerika és a Közel-Kelet mintegy 25 országában. A Chemin Neuf „Kommunion” (a Chemin Neuf Közösséghez közel álló testvériségi kör) mintegy 9000 embert gyűjt egybe a világon.